# Accord de Prague
L'accord de Prague est le nom donné à un document rédigé en 2002 par le joueur d'échecs américain Yasser Seirawan avec l'aide de Bessel Kok en vue de la réunification du titre de champion du monde d'échecs, qui faisait l'objet d'un schisme créé par Garry Kasparov en 1993.
L'accord visait à organiser :
- un match entre le champion du monde d'échecs dit classique (issu de la branche Kasparov) Vladimir Kramnik et le joueur victorieux du prestigieux tournoi d'échecs de Dortmund ;
- un match entre le champion du monde FIDE, Ruslan Ponomariov et le numéro un mondial au classement, Garry Kasparov qui devait avoir lieu en septembre 2002 à Yalta.

Les vainqueurs de ces deux épreuves se seraient rencontrés dans un match pour le titre de champion du monde réunifié en novembre 2003, mettant ainsi fin au schisme.
Les protagonistes marquèrent leur accord sur cette proposition en mai 2002. Cependant, Ruslan Ponomariov refusa ensuite de signer le contrat relatif à son match avec Garry Kasparov, faisant échouer cette tentative de réunification.
Il faudra attendre 2006 pour qu'ait finalement lieu à Elista (Russie) le match de réunification entre le champion du monde FIDE, Veselin Topalov, et le champion du monde classique, Vladimir Kramnik. Il vit la victoire du second.

## Sources
- (en) Prague Chess Unity Plan
- (en) FIDE cancels world championship match